# جیمی لارنس (بازیکن فوتبال، زاده ۲۰۰۲)
جیمی لارنس (انگلیسی: Jamie Lawrence؛ زادهٔ ۱۰ نوامبر ۲۰۰۲) بازیکن فوتبال اهل آلمان است.
وی همچنین در تیم ملی فوتبال جوانان آلمان بازی کرده‌است.